# Krynychky (huyện)
Huyện Krynychky (tiếng Ukraina: Криничанський район, chuyển tự: Krynychkys'kyi raion) là một huyện của tỉnh Dnipropetrovsk thuộc Ukraina. Huyện Krynychky có diện tích 1684 km², dân số theo điều tra dân số ngày 5 tháng 12 năm 2001 là 40372 người với mật độ 24 người/km2. Trung tâm huyện nằm ở Krynychky.